# Oscar Luján Fappiano
Oscar Luján Fappiano (Ciudad de Formosa, 19 de noviembre de 1934-30 de abril de 2023) fue un político y abogado argentino. Se desempeñó como diputado nacional y procurador general de la Nación durante la presidencia de Carlos Menem entre 1992 y 1994. En aquellos tiempos, también integró la Comisión Interamericana de Derechos Humanos, la cual presidió y fue juez ad hoc de la Corte Interamericana de Derechos Humanos.

## Carrera
Egresó como abogado de la Universidad Nacional de La Plata. Fue procurador general del Superior Tribunal de Formosa y en la actualidad es procurador ante el Superior Tribunal de Justicia de la Provincia de Tierra del Fuego, Antártida e Islas del Atlántico Sur.
Fue elegido Diputado Nacional por el Partido Justicialista representando a Formosa en la década de 1980. Llegó a ser vicepresidente segundo de la Cámara de Diputados entre 1984 y 1985.
Integró la Comisión Interamericana de Derechos Humanos entre 1990 y 1997.
Durante el gobierno de Eduardo Duhalde fue Secretario de Derechos Humanos de la Nación.
Falleció en 2023 mientras se desempeñaba como Fiscal General ante el Superior Tribunal de Justicia de la Provincia de Tierra del Fuego, Antártida Argentina e Islas del Atlántico Sur.